# Icilia de Aventino monte
Icilia de Aventino monte va ser una llei romana de les anomenades lleis agràries, aprovada a proposta del tribú de la plebs Luci Icili l'any 456 aC quan eren cònsols Marc Valeri Màxim i Espuri Virgini Tricost. Aquesta llei donava dret al poble a edificar al turó Aventí, dividint gratuïtament entre la gent del lloc la part no edificada. La part edificada construïda clandestinament o sense títol just, havia de ser destruïda. Es va establir després que aquesta llei, considerada una llei sagrada, no podia ser derogada per les lleis de les dotze taules.